# Crypteroniaceae
Crypteroniaceae je čeleď vyšších dvouděložných rostlin z řádu myrtotvaré (Myrtales). Jsou to dřeviny se vstřícnými listy a drobnými, čtyř nebo pětičetnými květy. Plodem je tobolka. Čeleď zahrnuje 10 druhů ve 3 rodech a je rozšířena v tropické Asii.

## Popis
Crypteroniaceae jsou stálezelené keře a stromy se vstřícnými jednoduchými kožovitými listy se zakrnělými palisty nebo bez palistů. Čepel listů je celokrajná, celistvá, se zpeřenou žilnatinou. Větévky jsou čtyřhranné nebo zploštělé. Květy jsou velmi drobné, pravidelné, krátce stopkaté, uspořádané v úžlabních nebo vrcholových květenstvích. Kalich i koruna jsou 4 až 5-četné. Koruna je více či méně redukovaná a může i chybět. Tyčinek je 4 až 5 v jednom kruhu nebo 10 ve dvou kruzích. Tyčinky jsou navzájem nesrostlé, volné nebo přirostlé ke kališním a korunním lístkům (Axinandra). Semeník je svrchní až spodní, srostlý ze 2 až 5 plodolistů, s 1 až 6 komůrkami a 1 čnělkou zakončenou hlavatou bliznou. Plodem je tobolka obsahující několik až mnoho drobných křídlatých nebo nekřídlatých plochých semen.

## Rozšíření
Čeleď zahrnuje 3 rody a 10 druhů. Je rozšířena v jihovýchodní Asii a na Srí Lance. Druh Crypteronia paniculata se vzácně vyskytuje v Jün-nanu v jižní Číně.

## Taxonomie
Čeleď byla v tradičních systémech řazena do řádu myrtotvaré (Myrtales), což bylo potvrzeno i molekulárními metodami. Podle kladogramů APG jsou nejblíže příbuznými skupinami čeledi Alzateaceae a Penaeaceae.

## Přehled rodů
Axinandra, Crypteronia, Dactylocladus